# Frédéric-François-Xavier de Hohenzollern-Hechingen
Frédéric-François-Xavier de Hohenzollern-Hechingen (en allemand, Friedrich Franz Xaver Prinz von Hohenzollern-Hechingen), né le 21 mai 1757 à Geulle près de Maastricht, et mort le 6 avril 1844 à Vienne, est un militaire autrichien élevé au grade de feld-maréchal en 1830. 

## Biographie
Il est le second fils survivant fils de François-Xavier de Hohenzollern-Hechingen, membre de la maison de Hohenzollern, et d'Anna von Hoensbroech.
Pendant la guerre de la troisième coalition en 1805, Hohenzollern dirige une division du corps de Franz von Werneck dans l'armée de l'archiduc Ferdinand. Déployées en Allemagne du Sud, les forces autrichiennes sont enveloppées par la Grande Armée de Napoléon et écrasées à Ulm. Werneck tente d'échapper aux Français en se dirigeant vers la rive nord du Danube, poursuivi sans relâche par la cavalerie de Murat. La division de Hohenzollern combat le 16 octobre à Langenau et le 17 à Herbrechtingen. Le lendemain, Murat rattrape les Autrichiens et contraint le général Werneck à la reddition, mais Hohenzollern refuse de se soumettre et s'enfuit en Bohême avec l'archiduc Ferdinand, le général Schwarzenberg et dix escadrons de cavalerie. 
Au commencement de la guerre de la cinquième coalition en 1809, le prince est choisi pour commander le IIIe corps d'armée autrichien en Allemagne du Sud. Il dirige ses troupes à la bataille de Teugen-Hausen le 19 avril 1809 et combat également à la bataille d'Eckmühl le 22 avril. Après avoir échangé son commandement avec celui de Johann Kollowrat, il mène le IIe corps lors de la victoire autrichienne d'Aspern-Essling les 21 et 22 mai. Il participe enfin à la bataille de Wagram au mois de juillet, en étant chargé de la défense du village de Baumersdorf. À l'issue de la campagne, il est nommé général de cavalerie le 3 août 1809.
Il exerce par la suite un commandement intérieur en Autriche avant de prendre la tête, en avril 1812, d'un corps stationné en Galicie. Au cours des campagnes d'Allemagne en 1813 et de France en 1814, il joue essentiellement un rôle administratif et organise la levée de 30 000 soldats destinés au front italien. En 1815, il sert en Alsace, notamment lors du blocus de Strasbourg, et demeure quelques mois avec les troupes d'occupation en France. Il retourne ensuite en Autriche, devient président du Conseil aulique le 16 octobre 1825 et est promu feld-maréchal le 18 septembre 1830.
Le prince de Hohenzollern-Hechingen meurt le 6 avril 1844 à Vienne, âgé de 86 ans. Doté d'un bon coup d'œil et d'une grande souplesse tactique, il n'hésite pas à s'exposer personnellement lors des batailles ; à Teugen-Hausen en 1809, il ramène ainsi par trois fois ses hommes au combat, un étendard à la main. Selon Jean Tranié et Juan-Carlos Carmigniani, il est « considéré par l'archiduc Charles comme un de ses meilleurs lieutenants ».

## Mariage et descendance
Le 12 juin 1783, Frédéric-François-Xavier de Hohenzollern-Hechingen épouse à Kalsdorf bei Graz Marie-Thérèse comtesse von Wildenstein, née à Graz le 23 juin 1763 et morte à Vienne le 16 novembre 1835, fille de Jean-Christophe, comte von Wildenstein-Kahlsdorf et d'Anne-Thérèse von Stubenberg.
Quatre enfants sont nés (comtes et comtesses à leur naissance, princes et princesses à partir de 1807) de cette union, :
- Frédéric (Friedrich Anton) de Hohenzollern-Hechingen (Rakovník 3 novembre 1790 - Piešťany 14 décembre 1847), épouse en 1839 Caroline de Hohenzollern-Sigmaringen (1810-1885), sans postérité.
- Julie (Julie Friederike) de Hohenzollern-Hechingen (Brandeis 27 mars 1792 - Illenau 1er juillet 1864), sans alliance.
- Frédéric-Adalbert (Friedrich-Adalbert) de Hohenzollern-Hechingen (Prague 18 mars 1793 - Vienne 10 octobre 1819), sans alliance.
- Joséphine (Josephine Friederike) de Hohenzollern-Hechingen (7 juillet 1795 - Opava 24 janvier 1878), épouse à Vienne le 2 janvier 1826 le comte Félix Vetter der Lilien, mort en 1853.

## Décorations
Élevé à la dignité de prince en 1807, il est commandeur de l'ordre de Marie-Thérèse en 1809, décoré de l'ordre de la Toison d'or en 1826 et grand-croix de l'ordre impérial de Léopold la même année.